# Kostel Notre-Dame-des-Champs de Mostuéjouls
Románský kostel Notre-Dame-des-Champs de Mostuéjouls, původně zasvěcený svatému Petru se nalézá na břehu řeky Tarn asi 1 km severozápadně od soutoku řek Tarn a Jonte na katastrálním území francouzské obce Mostuéjouls ležící ve francouzském departementu Aveyron pod náhorní plošinou Causse de Sauveterre v regionu Occitanie. Kostel je od roku 1930 zapsán na seznamu historických památek Francie.

## Historie
Zdejší románská kaple svatého Petra, poprvé zmíněná v roce 1082 v darovací listině opatství svatého Viktora v Marseille, byla zároveň převorským i farním kostelem. Na konci 12. století mniši postavili na vnějších stěnách velké obdélníkové opěráky. Nejdůležitější úpravy však byly provedeny v 16. nebo 17. století. Tehdy byly románské apsidy nahrazeny klenutými kaplemi s lomenými oblouky. V roce 1738 již kostel nebyl navštěvován věřícími a hrozilo mu zchátrání. Po opravě v roce 1742 přestal být farním kostelem a v 19. století byl využíván jako stodola. V letech 1896-1897 jej však opat Fuzier obnovil a tehdy dostal nové zasvěcení - Notre Dame des Champs.

## Popis
Centrální kostelní loď podepírají čtyři velké kruhové pilíře. Loď je kryta klenbou, která je podepřena kolmými krakorci bočních lodí. Na vnější straně jsou dva typy opěr: ty, které odpovídají doubleaux, jsou viditelně přidané; ostatní, které příliš nevyčnívají, musely být použity k podpírání vnějších oblouků, což bylo ve 12. století jedno z nejběžnějších uspořádání. Chór je zakončen trojbokou apsidou. Boční stěny chóru byly v 15. století proraženy pro stavbu dvou gotických bočních kaplí. Kostel je na severní straně obklopen hřbitovem.

## Galerie

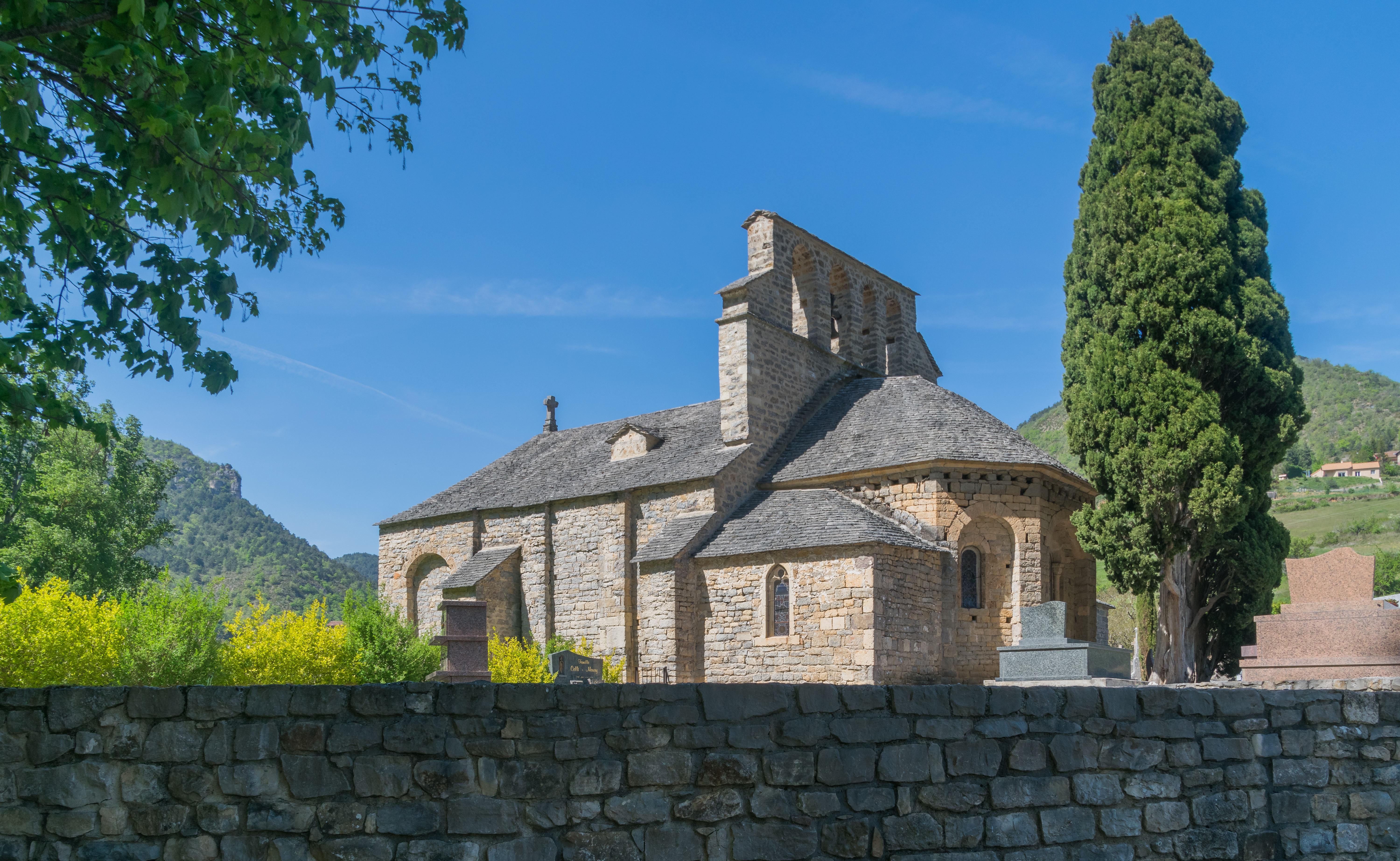
kostel Notre-Dame-des-Champs de Mostuejouls
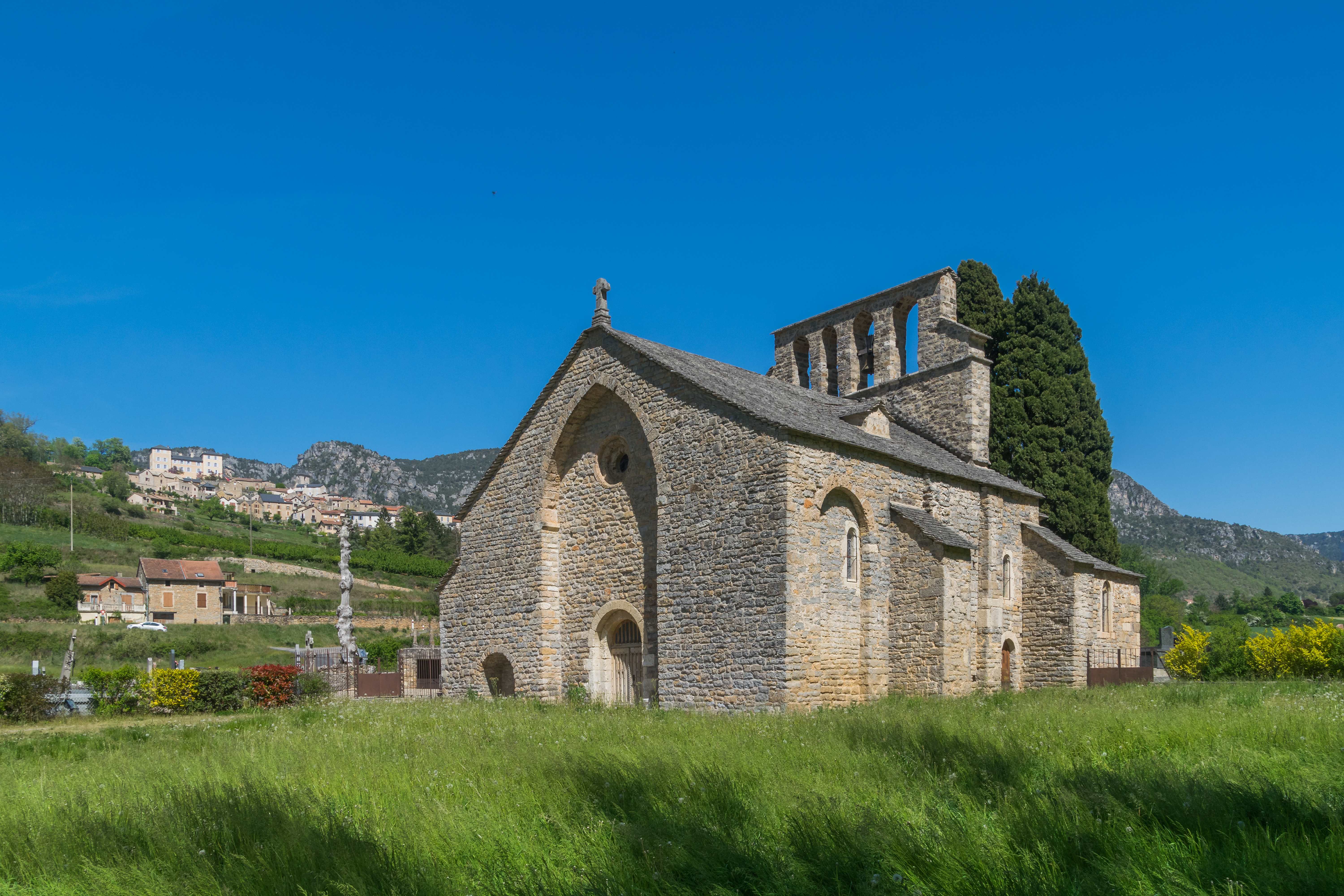
kostel Notre-Dame-des-Champs de Mostuejouls
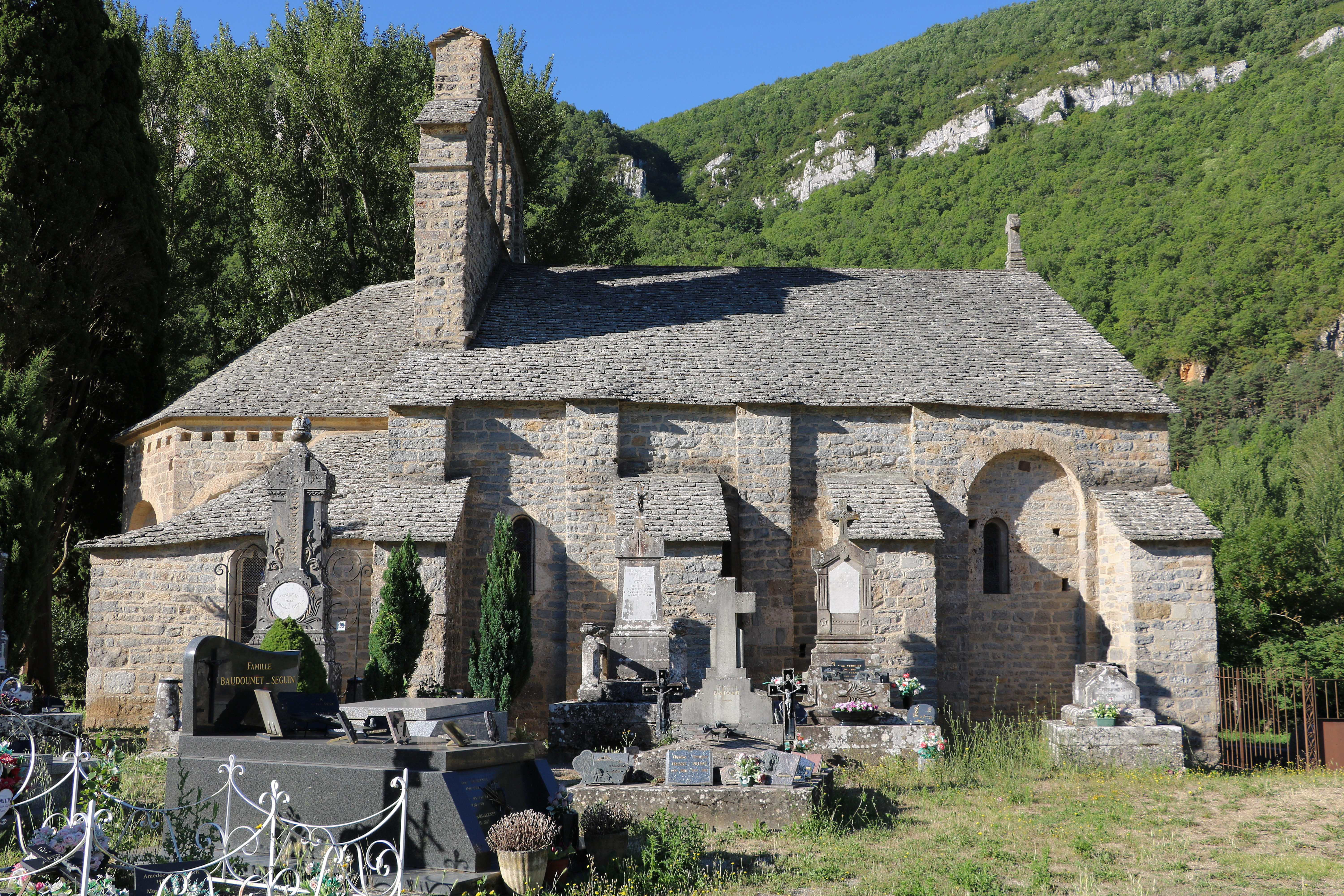
kostel Notre-Dame-des-Champs de Mostuejouls
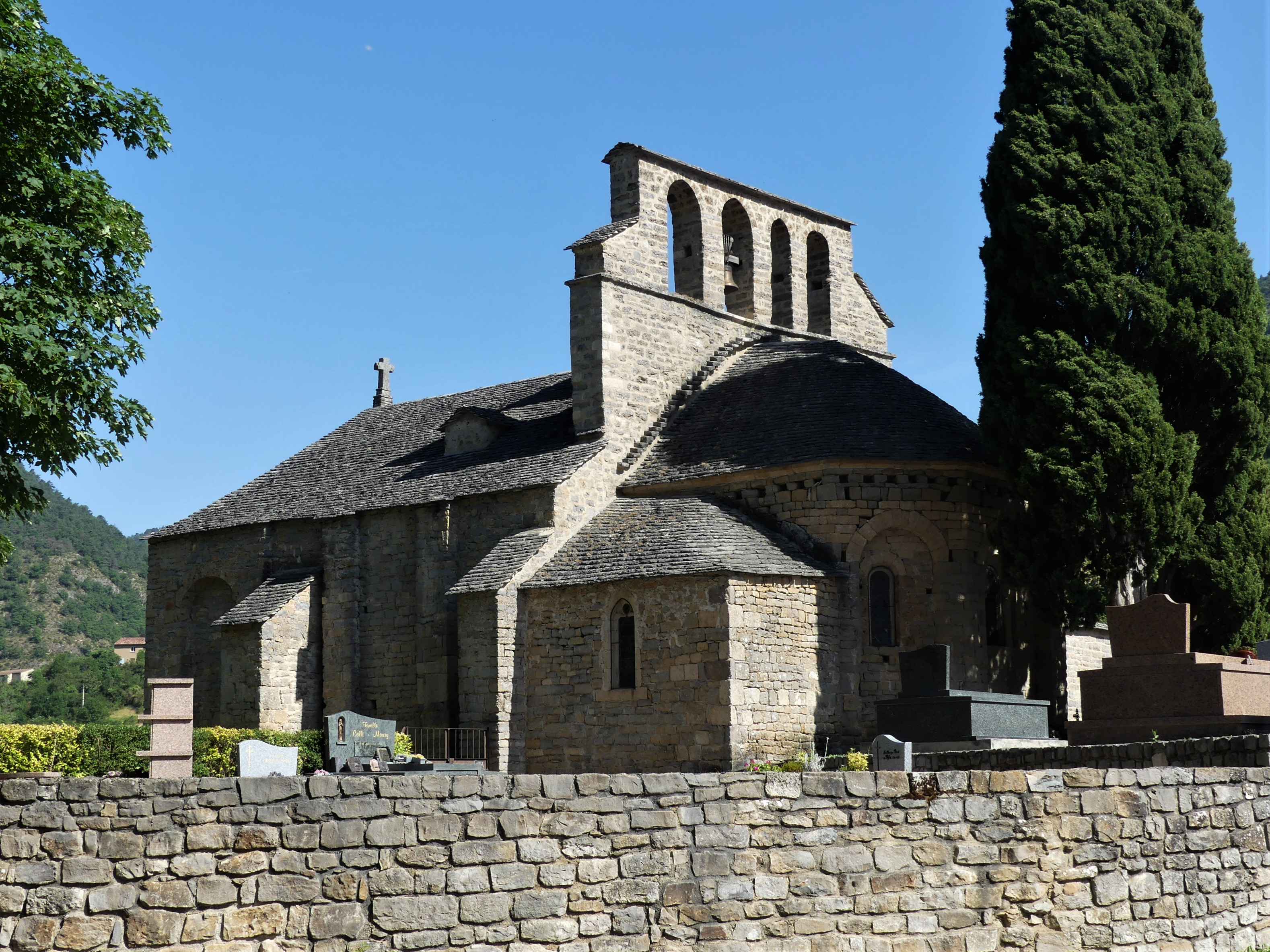
kostel Notre-Dame-des-Champs de Mostuejouls
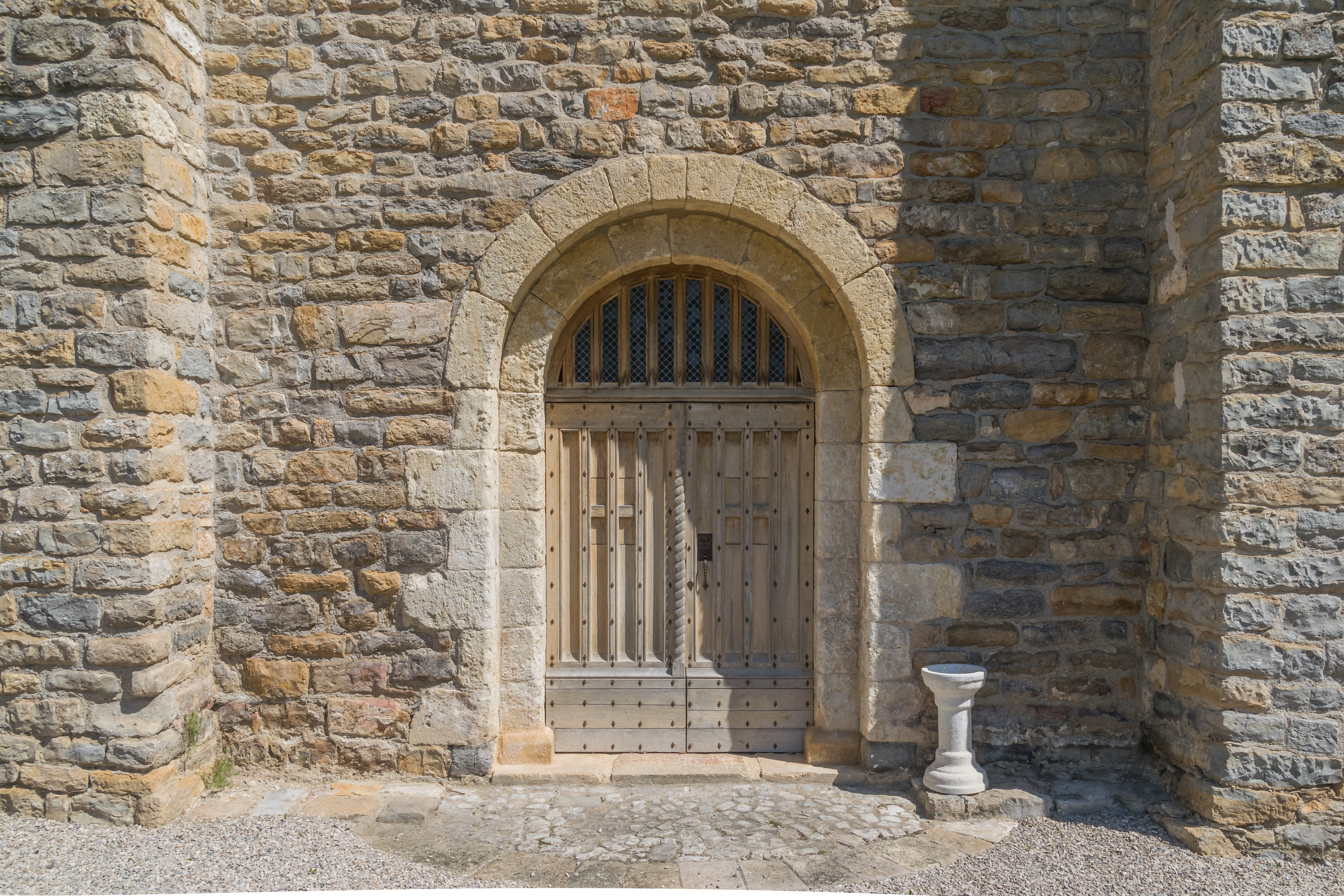
kostel Notre-Dame-des-Champs de Mostuejouls - vstupní portál
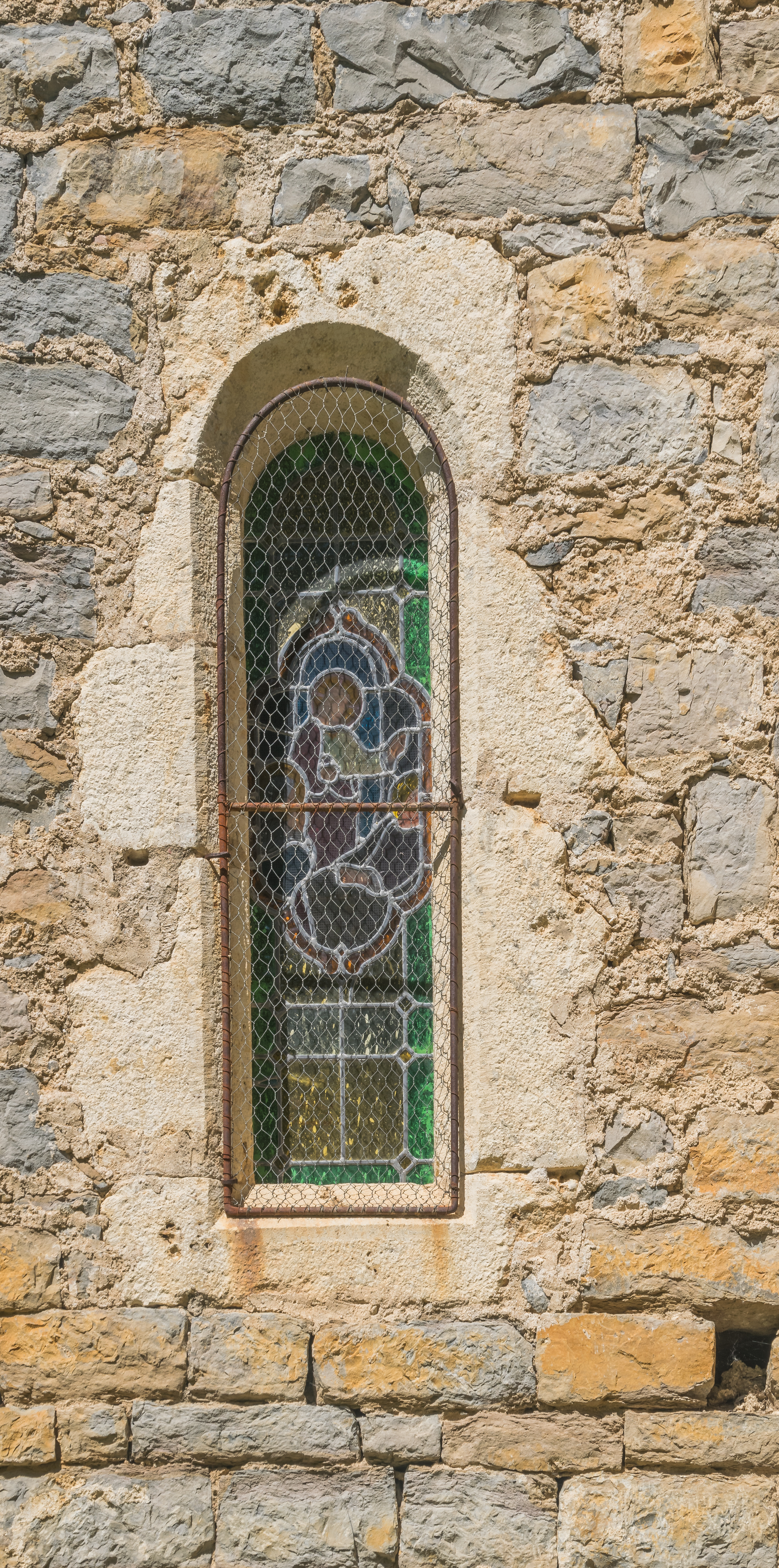
kostel Notre-Dame-des-Champs de Mostuejouls - okno